# 帕達尼亞
帕達尼亞（義大利語：Padania、義大利語：[paˈdaːnja]）是指提議在北意大利建立的獨立國家的名稱或地區名，名稱取自於波河（拉丁語：Padus）。波河流域是帕達尼亞的一部分，北意大利的主要平原波河河谷也是帕達尼亞的中心。
這一名稱最初出現在1960年代，當時作為一地理術語使用，範圍大致類似山南高盧。1990年代初期，隨著聯邦主義政黨北方聯盟的支持率上升，帕達尼亞一詞開始廣泛使用。分裂主義政黨將這一地名作為提議的在意大利北部獨立國家的名稱。此後該詞和帕達尼亞民族主義及意大利北部分裂運動密切相關。在北方聯盟於1996年發布的《帕達尼亞獨立宣言》中，帕達尼亞的範圍不僅包括了北意大利，還包括了中意大利的大部分地區。這一大帕達尼亞包括意大利過半國土面積（30.1萬平方公里中的16.1萬平方公里），人口亦佔意大利總人口過半（6,000萬中的3,400萬）。

## 詞源
1960年代開始，記者強尼·布雷拉用帕達尼亞一詞指代老加圖時代的山南高盧 。1965年，帕達尼亞一詞被收錄入百科全書《Enciclopedia Universo》。在1971年被收錄入意大利語詞典《Il Devoto–Oli》。帕達尼亞一詞亦使用在意大利語方言學，指北意大利諸語，有時也指拉斯佩齊亞-里米尼線以北方言。

## 大區範圍
最先在社會-經濟領域使用帕達尼亞一詞的是意大利共產黨人士、曾任艾米利亞-羅馬涅大區主席的圭多·芬蒂。他在1975年提出這一概念，提議設立一個包括艾米利亞-羅馬涅大區、威尼托大區、倫巴底大區、皮埃蒙特大區、利古里亞大區的聯盟。但直到喬瓦尼·阿涅利基金會於1992年再次提及這一名詞之前，帕達尼亞並不常用。
1990年，北方聯盟參議員奇安弗蘭科·米格利奧著書，描繪了他構想的憲法藍圖。據米格利奧的構想，帕達尼亞包括威尼托、倫巴底、皮埃蒙特、利古里亞、艾米利亞-羅馬涅五個大區，並成為未來意大利的三個大區之一（另外兩個是範圍為中意大利的伊特拉斯坎、範圍為南意大利的地中海)。幾個自治區（瓦萊達奧斯塔大區、特伦蒂诺-上阿迪杰大区、弗留利-威尼斯朱利亚大区、西西里、撒丁島）則繼續保留它們現有的自治權。

## 政治意味

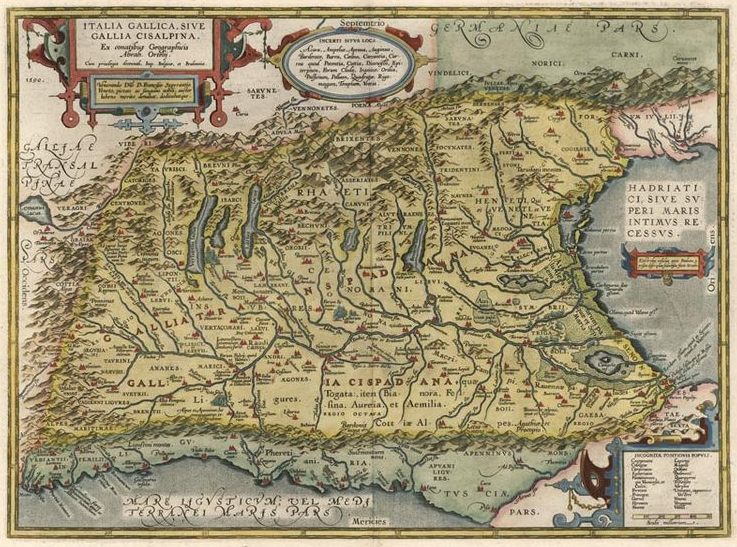
1608年的山南高盧地圖

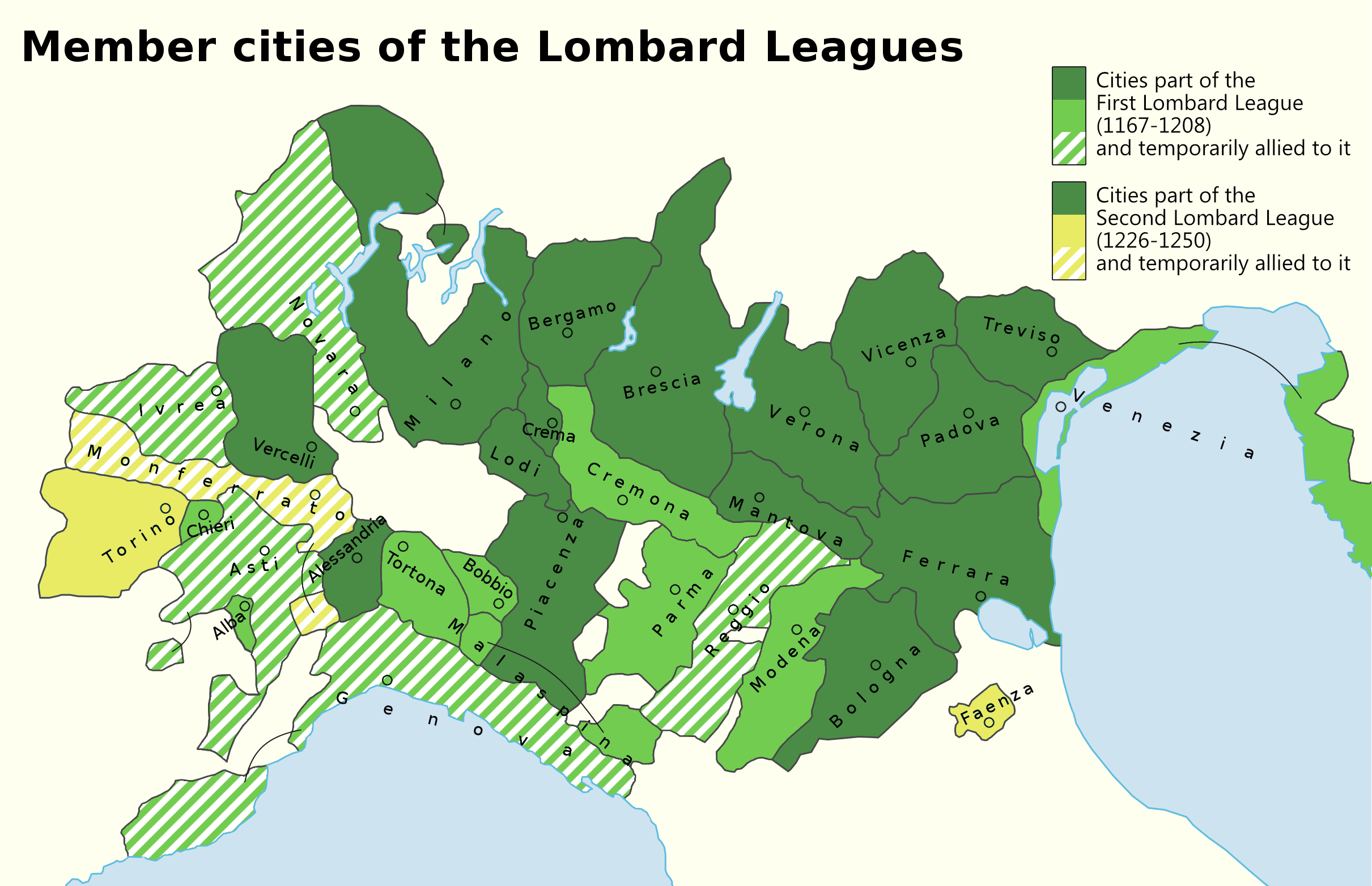
倫巴底同盟地圖

奇安弗蘭科·米格利奧的門徒吉爾貝托·奧涅托（Gilberto Oneto）在1990年代研究了北意大利的傳統和文化，以發現帕達尼亞共通的遺產。
哈佛大學政治學家羅伯特·普特南在1993年著書《讓民主工作》，提到了「公民北部」（Civic North）的概念，並將其按公民傳統和態度定義，並解釋了其社會特徵由來於自10世紀開始興起的自由中世紀公社。
北方聯盟對帕達尼亞的定義和普特南的「公民北部」類似，包括中意大利的托斯卡尼大區、馬爾凱大區、溫布利亞大區。親北方聯盟的政治學家斯特凡諾·加里（Stefano Galli）聲稱普特南的理論為帕達尼亞的範圍定於提供理論依據。加里認為這些地區和北意大利共享類似的公民社會、公民身份和政府。
但意大利和很多組織和個人都批判「帕達尼亞民族」的存在。如意大利地理學會、威尼斯民族主義支持者保羅·貝納迪尼（Paolo Bernardini）。政治學家安傑洛·帕奈比安科稱，由於所有的民族都是由人類發明，即使「帕達尼亞民族」現在不存在，將來仍有可能出現。

## 帕達尼亞民族主義
自1991年開始，北方聯盟就主張帕達尼亞獨立或獲得更多自治權，並創造了帕達尼亞國旗和國歌。1996年，帕達尼亞聯邦共和國宣稱創建。1997年，北方聯盟在曼托瓦建立了一個非正式的帕達尼亞議會，並為此組織了選舉。北方聯盟還選擇了朱塞佩·威爾第歌劇《納布科》中的歌曲《飛吧！思想，乘著金色的翅膀！》作為國歌。
除了北方聯盟外，帕達納聯盟、倫巴第帕達納聯盟、帕達尼亞聯盟、阿爾卑斯帕達納聯盟、威尼托帕達尼亞聯邦共和國等分離主義團體亦使用帕達尼亞概念。

### 北方聯盟的帕達尼亞構想

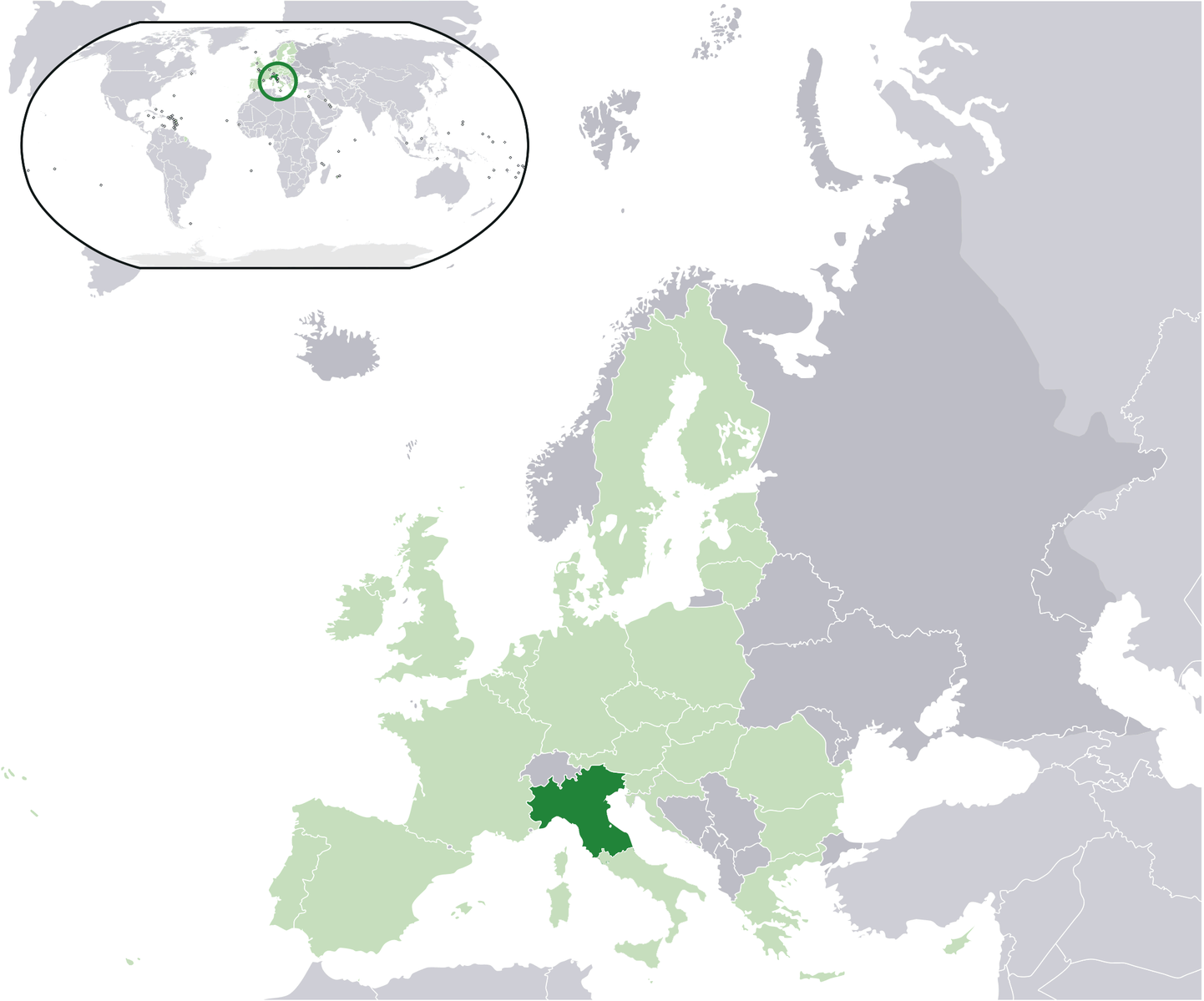
深綠色部分是帕達尼亞

北方聯盟要求建立的帕達尼亞國家範圍

據北方聯盟的帕達尼亞獨立宣言，帕達尼亞由14個民族構成（倫巴第、威尼托、皮埃蒙特、托斯卡納、艾米利亞、利古里亞、馬爾凱、羅馬涅、翁布里亞、弗留利、特倫托、南提洛、威尼斯朱利亞、奧斯塔谷），相當於如下11個意大利大區：
| 大區                                             | 人口 | 面積（平方公里） |
| ------------------------------------------------ | ---- | ---------------- |
| 倫巴第大區                                       | 10.0 | 23,865           |
| 威尼托大區                                       | 4.9  | 18,391           |
| 艾米利亞-羅馬涅大區 （艾米利亞和羅馬涅）         | 4.5  | 22,451           |
| 皮埃蒙特大區                                     | 4.4  | 25,399           |
| 利古里亞大區                                     | 1.6  | 5,422            |
| 弗留利-威尼斯朱利亚大区 （弗留利和威尼斯朱利亞） | 1.2  | 7,845            |
| 特伦蒂诺-上阿迪杰大区 （特倫托和南提洛）         | 1.1  | 13,607           |
| 奧斯塔谷                                         | 0.1  | 3,263            |
| 北意大利                                         | 27.7 | 120,243          |
| 托斯卡納大區                                     | 3.8  | 22,993           |
| 馬爾凱                                           | 1.6  | 9,366            |
| 翁布里亞大區                                     | 0.9  | 8,456            |
| 帕達尼亞（合計）                                 | 33.9 | 161,076          |

### 帕達尼亞旗幟
生命之花是帕達尼亞的非官方旗幟，也是帕達尼亞民族主義的象徵。生命之花的設計類似於這一地區的古代裝飾品。這面旗幟設計於1990年代，並由北方聯盟在宣布獨立時選為國旗。
在舊版設計中，帕達尼亞旗幟由紅色聖喬治十字和較小的生命之花構成。

### 民意調查
據GPG在2010年2月的一個民意調查，45%的北意大利人支持帕達尼亞獨立。據SWG在2010年6月的調查，61%的北意大利人支持帕達尼亞獨立，80%支持至少實現聯邦制。55%的意大利人認為帕達尼亞是一政治發明，42%則認為其實際存在（在北部這一比例是45%、中部是19%、南部是36%）。有58%的意大利人支持聯邦制改革。據SWG在2011年的民意調查，皮埃蒙特和利古里亞對聯邦制的支持率是68%、對獨立的支持率是37%；在倫巴第，這兩個數字是77%和46%；在特里威尼托（包括威尼托）是81%和55%；在艾米利亞和羅馬涅是63%和31%；在中意大利（不含拉齊奧大區）是51%和19%。

## 延伸閱讀
- Diamanti, Ilvo. . Rome: Donzelli Editore. 1996. ISBN 88-7989-268-1.
- Gomez-Reino Cachafeiro, Margarita. . Aldershot: Ashgate Publishing. 2002. ISBN 0-7546-1655-X.
- Hull, Geoffrey. . Sydney: Beta Crucis Editions. 2017. ISBN 978-1-64007-053-0.
- Huysseune, Michel. . Oxford: Berg Publishers. 2006. ISBN 1-84545-061-2.
- Mainardi, Roberto. . Milan: Bruno Mondadori. 1998. ISBN 88-424-9442-9.

## 外部連結
- Flags of the World – Padania （页面存档备份，存于）
- Ethnologue Report – Italy （页面存档备份，存于）
- Short Atlas of Gallican, Romance and Cisalpine Peoples （页面存档备份，存于）